# Szenyei Sándor
Szenyei Sándor (újságírói álneve: Szamosi Barna; Torda, 1934. május 20. – Brassó, 1993. február 15.) erdélyi magyar újságíró, sportújságíró, író.

## Életútja, munkássága
1952-ben érettségizett Kolozsváron a villamosipari szakközépiskolában. Előbb munkásként dolgozott, majd miután az Igazság riportpályázatát megnyerte (1954), az újság gyakornoka, belső munkatársa lett. 1958–60-ban elvégezte a bukaresti Ştefan Gheorghiu újságíró akadémiát. 1968-tól a zilahi Năzuinţa munkatársa, 1970-től a Brassói Lapok riportere 1990-es nyugdíjba vonulásáig.
Elbeszéléseket, karcolatokat, novellákat közölt az Utunk és az Előre hasábjain.

## Művei
- Adjatok jelvényt Katznak! (karcolatok, Bukarest, 1967. Forrás);
- Csonka szárnyú galamb (életképek, karcolatok, elbeszélések, Kolozsvár, 1979);
- Felettünk a csillagok (Kolozsvár, 1984).